# Niklaus Wirth
Niklaus Emil Wirth, född 15 februari 1934 i Winterthur, kantonen Zürich, död 1 januari 2024 i Zürich, var en schweizisk datavetare. Han har designat flera programmeringsspråk, inklusive Pascal, och agerat pionjär inom flera klassiska ämnen inom programvaruteknik. 1984 vann han Turingpriset för utvecklingen av ett flertal innovativa datorspråk.